# چبیگوسزکز
چبیگوسزکز (به لاتین: Trzebiegoszcz) یک سکونتگاه مسکونی در لهستان است که در Gmina Lipno, Kuyavian-Pomeranian Voivodeship واقع شده‌است.